# Neolarnaudia
Neolarnaudia is een geslacht van kreeftachtigen uit de klasse van de Malacostraca (hogere kreeftachtigen).

## Soorten
- Neolarnaudia botti Türkay & Naiyanetr, 1987
- Neolarnaudia phymatodes (Kemp, 1923)